# 巴西國民議會
巴西國民议会（葡萄牙語：Congresso Nacional do Brasil）是巴西聯邦政府的立法機構，目前实行两院制，由联邦参议院和眾議院组成。
巴西參議院由來自26個州和聯邦區的代表組成，每個州及聯邦區都有三個代表，這些由投票選出的代表任期為八年。每四年重選三分之二。而眾議院則是按各州人口依比例代表制選出的，任期為四年，每四年全部重選。
国民议会每年會期，分別是2月2日至7月27日及8月1日至12月22日，在首都巴西利亞國民會議宮召開。因為巴西的政客們慣於變更黨籍，因而曾經国民议会中各黨派的席位常常變動。為此巴西最高法院規定若国民议会議員變更黨籍，就會自動失去席位。

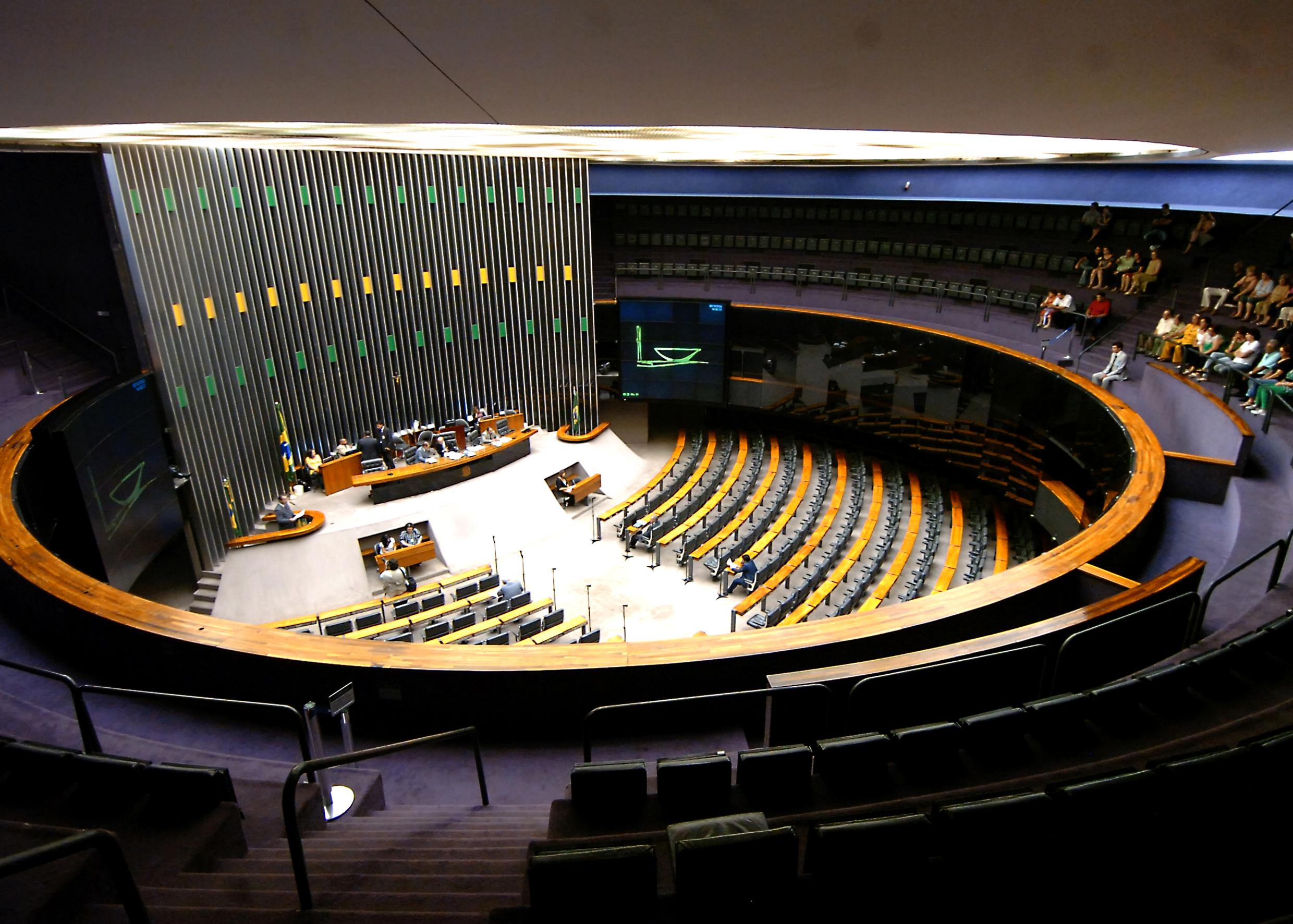
巴西參議院
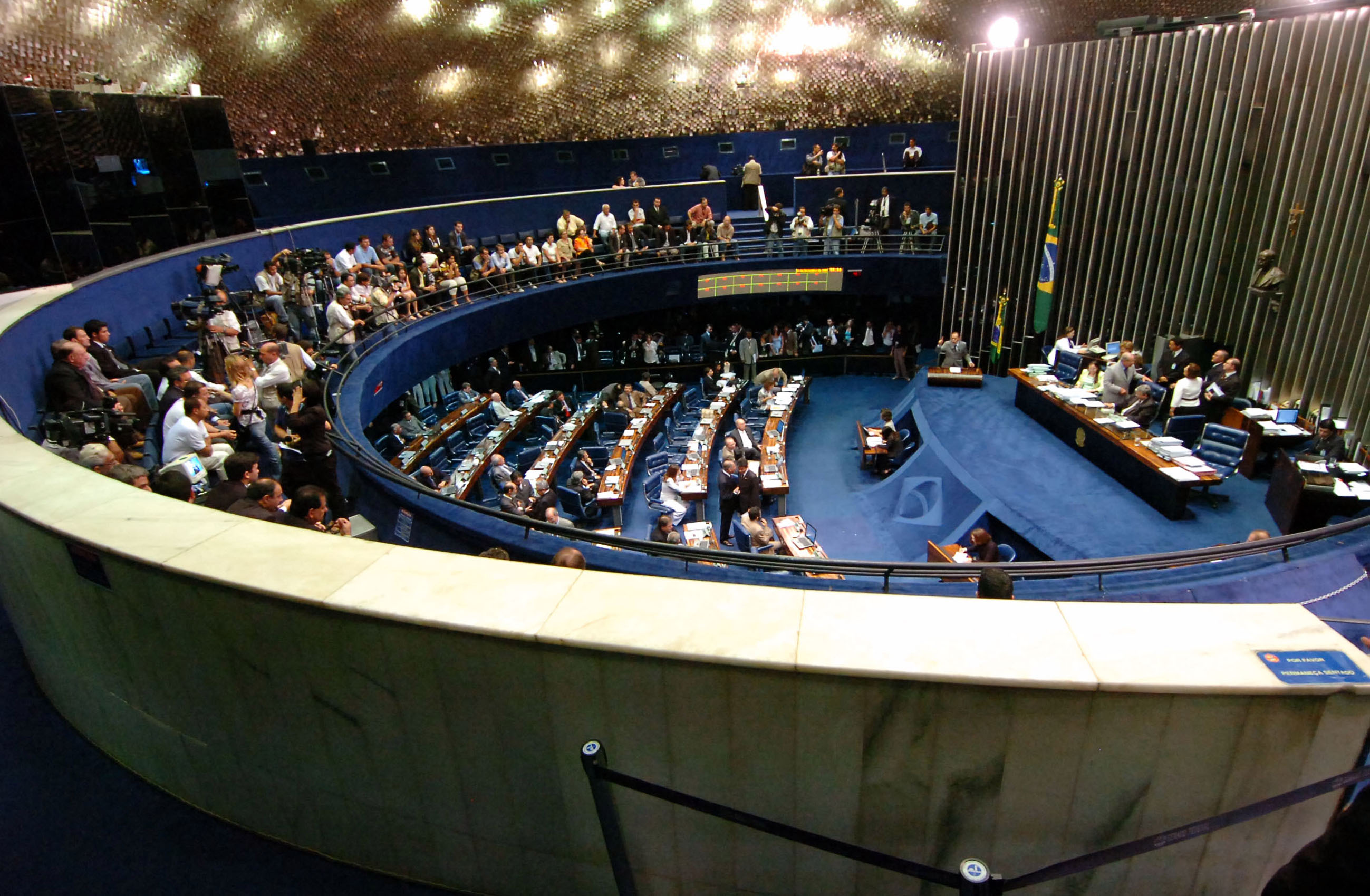
巴西众议院

## 外部連結
- （葡萄牙文） Photos 360° of National Congress

15°47′59″S 47°51′51″W / 15.79972°S 47.86417°W